# 千葉工匠具
千葉工匠具（ちばこうしょうぐ）とは、千葉県の鍛冶職人が伝統的な技法によって製造する刃物・手道具類の総称。主な製品として、鎌・鍬・包丁・洋鋏がある。産地成立から約200年、洋式工匠具の製造開始から約130年の歴史を持つ。

## 歴史
房総半島では文禄3年（1594年）からの利根川東遷事業、享保9年（1724年）に始まった印旛沼干拓など、江戸期を通じて大規模な土木工事が行われ、この過程で土地の開拓に必要な手道具類の製造技術が発達し、江戸末期には工匠具産地として成立していた。明治維新以降、嶺岡牧場の発展や御料牧場の開設により、畜産・繊維関連に用いる鋏等の洋式工匠具の製造が全国に先駆けて始まる。また、断髪令に伴う理髪用理美容鋏の製造も盛んになった。
2017年11月30日に経済産業大臣から伝統的工芸品の指定を受けた。千葉県では房州うちわに続く二件目の指定である。

## 特徴
千葉工匠具産地の特徴として、刀鍛冶と野鍛冶（農具を作る鍛冶屋）の交流があり、刀鍛冶の薄く鋭い刃を仕上げる技術が野鍛冶にも伝播していったことがある。全国に先駆けて明治初頭に洋鋏を製造した立野平作は菊間藩の刀鍛冶であり、また、房州鎌で知られる草刈鎌も花房藩の刀鍛冶だった鉄水子国輝の弟子が廃刀令後に鎌鍛冶に転じたことから生まれたものである。
房総半島の開拓のために外部から職人や技術を受け入れてきた歴史があることから、西洋鍛冶への忌避感も少なく、女性鍛冶師も活動している。